# Премия RU.TV 2015
V церемония вручения Русской Музыкальной Премии телеканала RU.TV 2015 — пятая юбилейная музыкальная премия телеканала RU.TV. Церемония вручения проходила 23 мая 2015 года в московском концертном зале Crocus City Hall в один день с финалом конкурса Евровидение 2015.
Прямая трансляция церемонии проходила на телеканале и сайте телеканала.
Ведущие премии — певец и телеведущий Николай Басков и певица и телеведущая Ольга Полякова.

## Голосование
Голосование за артистов проходило в режиме онлайн на официальном сайте телеканала RU.TV в период с 30 марта 2015 года по 22 мая 2015 года. 22 мая телеканал подвёл итоги голосования, не придавая их широкой огласке. Прямая трансляция проходила 23 мая с 19:30, начало Красной дорожки (где ведущие телеканала встречали звёзд, приглашенных на премию) было запланировано на 17:00.

## Выступления
| Исполнитель              | Песня                         |
| ------------------------ | ----------------------------- |
| «Официальный гимн RU.TV» |                               |
| Сергей Лазарев           | «7 цифр» LIVE                 |
| Natan и Тимати           | «Дерзкая» LIVE                |
| ВИА Гра и Вахтанг        | «У меня появился другой» LIVE |
| LOBODA и EMIN            | «Смотришь в небо»             |
| Егор Крид                | «Самая Самая» LIVE            |
| Quest Pistols            | «Санта Лючия»                 |
| Григорий Лепс            | «Выбрось из головы» LIVE      |
| Винтаж                   | «Дыши» LIVE                   |
| Бьянка                   | «Звук Г*» LIVE                |
| Serebro                  | «Я тебя не отдам» LIVE        |
| Ёлка и Burito            | «Ты знаешь» LIVE              |
| Слава                    | «Спелый мой»                  |
| Нюша                     | «Цунами» LIVE                 |
| MBAND                    | «Она вернётся» LIVE           |
| Дима Билан               | «Часы» LIVE                   |
| Ани Лорак                | «Медленно» LIVE               |

## Номинации
| Лучший певец | Лучшая певица |
| --- | --- |
| - EMIN - Дима Билан - Сергей Лазарев - Григорий Лепс - Дмитрий Колдун - Филипп Киркоров | - Вера Брежнева - Ёлка - Ани Лорак - Нюша - Полина Гагарина - Глюк’Оза |
| Лучшая группа | Реальный приход |
| - Руки Вверх - Винтаж - Дискотека Авария - Serebro - Градусы - IOWA | - Егор Крид - БигБэта - MBAND - Наргиз - Златаслава - Алекс Малиновский |
| Креатив года | Лучший дуэт |
| - Бьянка — «Звук Г*» - Лолита — «На скотч» - MOZGI — «Аябо» - Ленинград — «U*ban» - Тимати feat. Тимур Сказка — «Прокатись со мной» - Мурат Тхагалегов feat. Султан-Ураган — «На дискотеку» | - ВИА Гра feat. Вахтанг — «У меня появился другой» - Сати Казанова feat. Арсениум — «До рассвета» - Ирина Дубцова feat. DJ Леонид Руденко — «Вспоминать» - LOBODA feat. EMIN — «Смотришь в небо» - Джиган feat. Юлия Савичева — «Любить больше нечем» - Николай Басков feat. Софи — «Ты моё счастье» |
| Лучшая песня | Самое сексуальное видео |
| - Егор Крид — «Самая Самая» - Ани Лорак — «Медленно» - ВИА Гра feat. Вахтанг — «У меня появился другой» - Бьянка — «Я не отступлю» - Дима Билан — «Болен тобой» - EMIN — «Я лучше всех живу» | - Виктория Дайнеко — «Бей себя» - Слава — «Спелый мой» - Златаслава — «Горько» - NikitA — «Хозяин» - Гоша Куценко — «Голая» - Serebro — «Я тебя не отдам» |
| Лучший саундтрек | Лучший видеоклип |
| - Винтаж — «Когда рядом ты» (OST «Подарок с характером») - Тимур Родригез — «Мама» (OST «Мамы 3») - Би-2 feat. Анастасия Заворотнюк — «Только любовь починит» (OST «Мамы 3») - Юта — «Любимый мой» (OST «Пока станица спит») - Ёлка — «Всё зависит от нас» (OST «Подарок с характером») - Александр Ревва — «Не плачь, девчонка» (OST «Смешанные чувства») | - Николай Басков feat. Софи — «Ты моё счастье» - Алсу — «Разлюбить не в силах» - Сергей Лазарев — «7 цифр» - Анита Цой — «Мой воздух, моя любовь» - Ани Лорак — «Медленно» - Дима Билан — «Часы» |
| Dolce Vita | Лучший рок-проект |
| - Александр Коган — «Я жду звонка» - Николай Басков feat. Софи — «Ты моё счастье» - Нюша — «Цунами» - IOWA — «Маршрутка» - Глюк’Оzа — «Бали» - Анита Цой — «Звонки» | - Диана Арбенина - Би-2 - Мачете - Земфира - Наргиз - Звери |
| Лучший танцевальный клип | Лучшее концертное шоу |
| - Quest Pistols — «Санта Лючия» - Нюша — «Цунами» - A-Dessa — «Женщина, я не танцую» - Егор Крид — «Самая Самая» - Бьянка — «Кеды» - Валерия — «Это время любви» | - Дима Билан — «33» - EMIN — «Live» - А’Студио — «Symphony’A» - Полина Гагарина — «Спектакль…» - Евгений Плющенко — «Снежный король» - Винтаж — «Запретный мир» |
| Лучший RnB проект | Фан или Профан |
| - Баста - Макс Корж - Банд’Эрос - Каста - L’One - Тимати | - Ани Лорак - Сергей Лазарев - МакSим - MBAND - Нюша - Влад Соколовский |

## Другие номинации
| Сам себе режиссёр                                    | Семейный подряд                                               |
| ---------------------------------------------------- | ------------------------------------------------------------- |
| - Юлия Ковальчук feat. Алексей Чумаков — «В заметки» | - Вера Брежнева — «Девочка моя»                               |
| Локомотив года                                       | За вклад в отечественный шоу-бизнес                           |
| - Григорий Лепс feat. Наталья Власова — «Бай-бай»    | - Вручено Игорю Игоревичу Матвиенко                           |
| Мотивация года                                       | Режиссёр года                                                 |
| - Полина Гагарина — «Шагай»                          | - Алексей Голубев — клип «A Million Voices» (Полина Гагарина) |
| Артист года                                          |                                                               |
| - Валерий Меладзе                                    |                                                               |